# Adolf Kreuzer
Adolf Kreuzer (* 17. März 1843 in Furtwangen im Schwarzwald; † 4. September 1915 in Zürich; heimatberechtigt in Zürich) war ein Schweizer Glasmaler und Restaurator.

## Leben
Adolf Kreuzer (Namensvarianten: Ad. Kreuzer, Adolphe Kreuzer, Kreutzer) stammt aus Schönenbach, einem Ortsteil von Furtwangen im Schwarzwald. Ab 1864 absolvierte er seine Ausbildung bei Johann Jakob Röttinger in Zürich. 1866 begab er sich mit einem badischen Staatsstipendium studienhalber nach München und Nürnberg und eröffnete daraufhin ein eigenes Geschäft in seiner Heimat Furtwangen. 1869 kehrte er in die Werkstatt Röttinger zurück. In der Folge war Kreuzer zeitweilig als Geschäftsführer bei der Glasmalerei Karl Wehrli in Zürich tätig. 1883 eröffnete er an der Schützengasse 23 in Zürich eine eigene Werkstatt und erhielt zahlreiche Aufträge für sakrale und profane Glasmalereien. Wiederholt zog er mit seiner Werkstatt um. Spätestens 1892 war er an der Neptunstrasse 29 in Zürich-Hottingen ansässig, 1898 an der Schienhutgasse 3/5 in Zürich. Kurz darauf zog Kreuzer nach Solothurn. 1904 war er zurück in Zürich, nun an der Nordstrasse 36. Es folgten zwei weitere Umzüge, an die Nordstrasse 40 und an die Volkmarstrasse 9 in Zürich. Kreuzer starb 1915 in Zürich.
1891 erhielt Adolf Kreuzer das Bürgerrecht der Stadt Zürich. Kreuzer war Ehrenmitglied der St.-Lukas-Brüderschaft in Solothurn. 1901 malte Cuno Amiet ein Porträt des Glasmalers Adolf Kreuzer. Dieses Bild befindet sich im Kunstmuseum Solothurn. Kreuzer erhielt mehrere Auszeichnungen für seine Werke, so an den Weltausstellungen von Paris 1889 und Chicago 1893 sowie 1894 und 1896 an den Schweizerischen Landesausstellungen in Zürich und Genf.

## Werke
- Chorfenster des Bonner Münster[5]

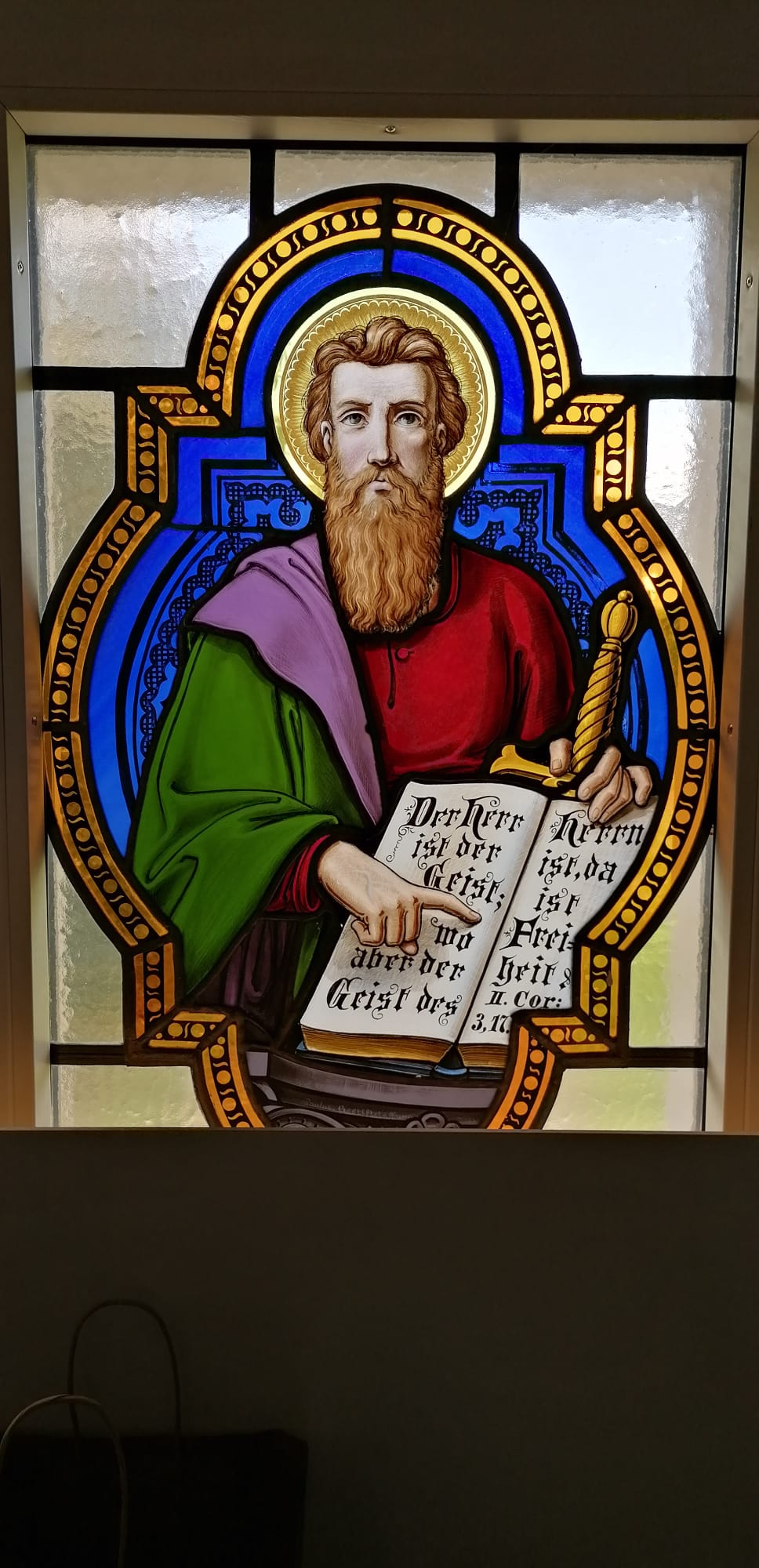
Adolf Kreuzer (1843–1915) Glasfenster in der Reformierten Kirche Melligen (AG)

- 1872: Scheibenstiftung mit kleinformatigen Fenstern mit Christus und Paulus als Halbfiguren und einem Zitat aus 2.Korinther 3,17. Heute in der Sakristei der Reformierte Kirche Mellingen[6]
- 1873: Fünf Obergadenfenster in der ehemaligen Klosterkirche Kappel am Albis.[7]
- 1888: Glasmalereien in der Kreuzkapelle (Wettingen)[8]
- 1889: Tauffenster in der Kollegiatskirche in Romont FR
- 1891: Reformierte Kirche Laupen. Glasbild Rudolf v. Erlach, Sieger der Laupenschlacht[9]
- 1892: Jüdische Abdankungshalle, Unterer Friesenberg, Zürich
- 1892: Ornamentfenster im maurischen Saal des Schlosses Castell in Tägerwilen[10][11]
- 1895: Stadtkirche Diessenhofen, Gut Hirte-Fenster.[12]
- 1897: Reformierte Kirche Solothurn. Emmausmahl[13].